# LaBelle (entreprise)
Pour les articles homonymes, voir LaBelle.
 (mai 2024).
LaBelle est un groupe agroalimentaire algérien qui assure la commercialisation et la fabrication de denrées alimentaires.

## Historique
La société de négoce familial Dahmani, spécialisée au début des années 1990 dans l'importation de denrées alimentaires est devenue à partir de 1995 une entreprise de transformation en agroalimentaire en se faisant connaitre du grand public avec la marque de margarine LaBelle.
Au début des années 2000, LaBelle se dote de plusieurs usines à Ouled Moussa dont une minoterie, une semoulerie, une couscousserie et une autre de torréfaction produisant le café de marque Bonal.
En 2004, l'unité de production de margarine est ouverte à Dar El Beida.
Elle acquiert en 2005, l'Entreprise nationale des Corps-gras (ENCG) qui comptent deux unités de raffinage et en 2006 les Moulins de la Mezghenna une filiale du groupe public ERIAD Alger dotée d'une minoterie d'une capacité de 400 tonnes par jour.
Au début des années 2010, elle se lance dans le conditionnement de produits alimentaires comme le riz, lentilles, haricots, pois chiches, sucre cristallisé et lait dans une usine à Khemis El Khechna.
LaBelle a signé un partenariat avec le Groupe Cristal Union qui a permis la naissance de la Grande Raffinerie Dahmani LaBelle, entrée en production en mars 2016. Avec près de 460 salariés, sa capacité de production est d'environ 300 000 tonnes de sucre blanc par an.

## Filiales
Les différentes filiales du groupe sont les suivantes :
- GRD-LaBelle, spécialisée dans le raffinage de sucre. Son siège est basé à Ouled Moussa, dans la wilaya de Boumerdès[3].

## Gouvernance
- Djilali Dahmani (Depuis 1995)[1]